# アオイハルノスベテ
『アオイハルノスベテ』は、庵田定夏によるライトノベル。イラストは白身魚が担当。ファミ通文庫（KADOKAWA）より、2014年8月から2016年5月にかけて全5巻が刊行された。
『ココロコネクト』に続く庵田定夏の作品であり、オールデイズ青春グラフィティ。

## 登場人物
横須賀 浩人（よこすか ひろと）　シンドローム【二人だけの時間】
1年A組。本作の主人公。面白みのなかった高校生活をやり直し、充実した時間を過ごすことを目標として掲げる。最初のホームルームで大河内が「私は世界を変える女です。」といった際に「俺も、他とは違う。すごいことをする予定の男なんだ。」と中二病じみたことを言っていたが、その後起こる様々な出来事をみんなの先頭に立って解決していく。中学時代は斜に構えて何に対しても本気じゃなかった彼はその後の”一度目の世界”を経験して”二度目の世界”では死ぬという運命に立ち向かうため、積極的に行動するようになった。一定の間相手と2人きりの空間を作り出すことができる。ただし、1日に1回だけしか使用することができない。
大河内 葵（おおこうち あおい）　シンドローム【世界をやり直す】
1年A組。本作のヒロイン。高校1年の4月に東京から引っ越してきた。輪月症候群に興味を持っている。
岩佐 美帆（いわさ みほ）　シンドローム【透明人間】
1年A組。浩人の近所に住んでいる。浩人とはいわゆる幼馴染。人見知りな性格をしているが、シンドロームを使っていく中で人見知りを克服していく。
柳沼 清十郎（やなぎぬま せいじゅうろう）　シンドローム【ドーピング】
1年A組。輪月症候群オタク。いわゆる変人でクラスから浮いている。相手に触れることにより相手のシンドロームを一時的に強化できる。
木崎 まひる（きざき まひる）　シンドローム【サイコメトリー】
1年A組。浩人と同じ中学出身。ファミレス”ビーナス”でバイトをしている。
森本 成美（もりもと なるみ）
1年A組。クラスの女王的存在な女子生徒。
浜 凛子（はま りんこ）　シンドローム【占い】
野球部のマネージャーを務める2年生。掌に触れることにより相手のシンドロームを調べることができる。
田宮 健太（たみや けんた）　シンドローム【炎使い】
一年Ｄ組。野球部に所属している。学年で最初にシンドロームに目覚めた。
蓮田（はすだ）　シンドローム【雷帝】
浩人のクラスメート。
野上（のがみ）
浩人のクラスメート。
大友 裕也（おおとも ゆうや）　シンドローム【金縛り】
1年B組。シンドローム使い。
君塚 桜（きみづか さくら）　シンドローム【ドッペルゲンガー】
1年A組。文化委員を務めている女子生徒。
瓜生 亮介（うりゅう りょうすけ）　シンドローム【コピー】
新生徒会長に就任した2年生。
芹沢 愛梨（せりざわ あいり）　シンドローム【イレイザー】
生徒会副会長の2年生。
高橋 俊吾（たかはし しゅんご）
浩人の担任。
横須賀 絵里奈（よこすか えりな）　シンドローム【運命の天秤】
浩人の姉。かつて輪月高校に通っており、過去を話すのを拒んでいる。

## 用語
輪月症候群（わづきしょうこうぐん）
輪月高校の生徒だけに発現する超常的な能力<シンドローム>。

## 既刊一覧
| タイトル            | 発売日         | ISBN              |
| ------------------- | -------------- | ----------------- |
| アオイハルノスベテ  | 2014年8月30日  | 978-4-04-729861-3 |
| アオイハルノスベテ2 | 2014年11月29日 | 978-4-04-730052-1 |
| アオイハルノスベテ3 | 2015年5月30日  | 978-4-04-730506-9 |
| アオイハルノスベテ4 | 2015年11月30日 | 978-4-04-730799-5 |
| アオイハルノスベテ5 | 2016年5月30日  | 978-4-04-734145-6 |